# Lonely Revolutions
Albums de Biffy Clyro
Only Revolutions
(2009) Revolutions : Live at Wembley
(2011)
Lonely Revolutions est la troisième compilation du groupe écossais de rock alternatif Biffy Clyro, publié le 23 août 2010, par 14th Floor Records.
Cette compilation regroupe les face-B des singles de l'album Only Revolutions et n'a été distribuée qu'au Royaume-Uni en vinyle 12" limité à 300 exemplaires dans un premier temps, puis en CD, limité à 1000 copies ensuite.

## Liste des chansons
Toutes les chansons sont écrites et composées par Biffy Clyro.
| No  | Titre                               | Durée |
| --- | ----------------------------------- | ----- |
| 1.  | Little Soldiers (Mountains)         | 2:46  |
| 2.  | Paperfriend (Mountains)             | 4:07  |
| 3.  | Robbery (Mountains)                 | 1:54  |
| 4.  | Prey Hey (That Golden Rule)         | 3:14  |
| 5.  | Eye Lids (That Golden Rule)         | 3:32  |
| 6.  | Time Jazz (That Golden Rule)        | 2:52  |
| 7.  | Help Me Be Captain (The Captain)    | 4:55  |
| 8.  | Once An Empire (The Captain)        | 2:43  |
| 9.  | Party On (The Captain)              | 3:06  |
| 10. | Toottoottoot (Many of Horror)       | 4:16  |
| 11. | Lonely Revolutions (Many of Horror) | 2:32  |
| 12. | Creative Burns (Many of Horror)     | 2:33  |
| 13. | Sad Sad Songs (Bubbles)             | 2:54  |
| 14. | Hiya (Bubbles)                      | 3:22  |
| 15. | Street Love (Bubbles)               | 2:48  |
| 16. | Hawkwind (God and Satan)            | 2:59  |
| 17. | 10 Bodies (God and Satan)           | 2:23  |
| 18. | 51 Trumpets (God and Satan)         | 2:44  |